# Vieil Homme-Saule
Le Vieil Homme-Saule (Old Man Willow) est un personnage du légendaire de l'écrivain britannique J. R. R. Tolkien qui apparaît dans La Communauté de l'Anneau, le premier volume du Seigneur des anneaux, .

## Histoire
Le Vieil Homme-Saule est un très vieil arbre (peut-être s'agit-il d'un Huorn) qui vit dans la Vieille Forêt, non loin de l'Oserondule. Selon la description, l'arbre paraît très gros comparativement aux minuscules Hobbits. Lors de leur traversée des bois, les hobbits sont piégés par le Vieil Homme-Saule, et Tom Bombadil les sauve.
Peu de choses sont dites à son sujet. Il est mentionné lors d'une soirée chez Tom avec les hobbits ceci :

« Mais nul n'était plus dangereux que le Grand Saule : son cœur était pourri, mais sa force était verte ; et il était maître des vents, et rusé, et son chant et sa pensée parcouraient les bois des deux côtés de la rivière. Son esprit gris et assoiffé, tirant son pouvoir de la terre, s'était répandu dans le sol comme par de minces filaments-racines, et dans les airs par de longs et invisibles doigts-ramilles, jusqu'à ce que tous les arbres de la Forêt, ou presque, fussent sous son empire, de la Haie aux Coteaux. »

— J. R. R. Tolkien, La Fraternité de l'Anneau

## Adaptations
Tolkien lui-même a dessiné une illustration du Vieil Homme-Saule.
Dans l'adaptation cinématographique du Seigneur des Anneaux par Peter Jackson, la Vieille Forêt est absente. Cependant, une scène de la version longue des Deux Tours présente malgré tout le Vieil Homme-Saule : présent cette fois-ci dans la forêt de Fangorn, Merry et Pippin se font capturer par lui ; c'est Sylvebarbe, et non Tom Bombadil, qui les libère.